# Streetlight Manifesto
Streetlight Manifesto — ска-панк группа из Нью-Джерси, США. Команда добилась большого успеха в альтернативных кругах. Музыка сочетает элементы ска третьей волны с широким спектром других жанров, что отличает Streetlight от аналогичных групп.
Они выпустили первый альбом, Everything Goes Numb (Victory Records) 26 августа 2003. Дали первый концерт в Рутгерском Университете в Нью-Брансуике, Нью-Джерси, 9 декабря 2003.
Некоторые члены Streetlight Manifesto были широко известны в ска-коммьюнити Нью-Джерси благодаря участию в прошлых проектах, в первую очередь Кэлноки из Catch 22.

## История

### До Streetlight: Catch 22 и B.O.T.A.R.
Кэлноки, Энсли и Иган получили известность благодаря группе Catch 22. Кэлноки написал практически весь материал их дебютного альбома Keasbey Nights, который стал одним из лучших альбомов ска третьей волны. После Keasbey все трое в разное время и по разным причинам покинули группу. Второй альбом Catch 22 Alone in a Crowd стал совсем другим по звуку.
В 2001 Кэлноки собрал довольно много музыкантов (Энсли и Игана, нескольких членов One Cool Guy, своего брата Ахиллеса и нескольких друзей последнего по оркестру) для участия в Bandits Of The Acoustic Revolution. Ими был выпущен EP A Call To Arms, включающий пять песен. Среди них «Here’s to Life», впоследствии переработанная Streetlight Manifesto на альбоме Everything Goes Numb и новая версия «Dear Sergio» Catch 22.
И Streetlight и B.O.T.A.R. являются членами The RISC Group — объединением исполнителей для самостоятельного выпуска музыки и защиты авторских прав.

### Первые записи и концерты
Первая запись Streetlight — демо из 4 песен («Everything Went Numb», «Point/Counterpoint», «The Saddest Song» и «We Are The Few»), все из которых были впоследствии переписаны для дебютного альбома. Состав группы преимущественно состоял из музыкантов Bandits Of The Acoustic Revolution: Джош Энсли (бас), Джэйми Иган (тромбон и труба), Томас Кэлноки (гитара и вокал), Стюарт Карматц (барабаны), Дэн Росс (альт- и баритон-саксофон) и Пит Сибилиа (тенор-сакс).

Благодаря этому демо группа была подписана Victory Records (тот же лейбл, что и у Catch 22).
После записи демо Карматц покинул группу слева и был заменен Полом Лоундсом, а Джим Конти занял место Пита Сибилиа.
Вскоре был записан дебютный альбом Everything Goes Numb. Многие фэны Catch 22, разочарованные группой после ухода Кэлноки, возлагали большие надежды на этот релиз, ожидая возвращения к стандартам Keasbey. Альбом получил множественные положительные отзывы, билеты на их первые небольшие концерты в конце 2003 были распроданы, послушать группу приезжали фаны из Миннесоты и Канады. Так как на студийных записях Иган играл и на трубе, и на тромбоне, для концертных выступлений в группу был принят Майк Сопрано (тромбон). Лоундс не проявил желания путешествовать с группой, и его место занял нынешний барабанщик группы Крис Тэтчер.
В 2004 Streetlight отправилась в первый тур (TNT Tour). Их везде встречали с теплотой, популярность группы заметно возрастала.

### Дальнейшие изменения и туры
В сентябре 2004 группу покинул Джош Энсли, его заменил Крис Пасцик. В январе ушел Иган, решив посвятить время семье и преподаванию в музыкальной школе. Новым трубачом стал Делано Боннер. Затем Дэна Росса, покинувшего группу по семейным обстоятелствам, сменил Майк Браун.
В апреле 2005 года группа впервые выехала в тур за пределы Северной Америки. Европейский тур проходил с трудностями, возникли проблемы с визами, лейбл не поддерживал музыкантов. Но несмотря на это они остались довольны туром и обещали вернуться в следующем году.
Ночью 2 октября 2005 автобус группы был взломан ворами, когда участники спали в отеле. Streetlight потеряли около $80 000 в виде инструментов, мерчендайза и личных принадлежностей. Они «опять начинали с нуля» по их словам. Некоторые участники стали устраиваться на другую работу с целью заработка денег.
Ночью 9 декабря 2005 Streetlight Manifesto были снова ограблены в Париже. Потери составляли $4000, включая «24-трековый hdd-рекордер, используемый для записи наших живых концертов». Вскоре группу покинул Делано Боннер.

### Somewhere In The Between
Общественность очень ждала выхода альбома 2007 года Somewhere In The Between, сроки релиза долгое время были неизвестны. И лишь в сентябре была объявлена дата 13 ноября. Также с альбомом шел первый официальный клип Streetlight Manifesto на песню «We Will Fall Together».
Однако впервые фаны смогли получить альбом уже на концерте 9 ноября. С альбомом шел постер, подписанный всей группой.

### 99 Songs Of The Revolution Vol.1
Четвертый альбом группы, записанный совместно с музыкантами Bandits Of The Acoustic Revolution, был выпущен в продажу в марте 2010 года. Альбом состоит из 10 каверов песен других известных коллективов, в том числе Radiohead, Simon & Garfunkel, NOFX, и одной песни, написанной Кэлноки в начале 2000-х. В планах Streetlight Manifesto и B.O.T.A.R. входит запись новых каверов для следующих частей этого альбома.

### Музыкальные влияния и стиль
Кэлноки пишет всю музыку для Streetlight Manifesto. Сначала он сочиняет песни на акустической гитаре, затем записывает на компьютере и прописывает базовые духовые линии, после чего остальные участники дополняют свои партии, духовая секция усложняет их и добавляет гармоний. В интервью Томас сказал, что наибольшее музыкальное влияние на него оказал саундтрек Stand By Me, и, сочиняя песни, он смотрит на 50-е и 60-е для вдохновения. Также он отметил большое влияние Nirvana. В одном из ранних интервью Кэлноки упоминал The Drifters и Squirrel Nut Zippers как одни из своих любимых команд.

В Somewhere In The Between чувствуется влияние музыки разных народов мира, например, русские мотивы в «Would You Be Impressed».

### Конкуренция с Catch 22
Streetlight Manifesto быстро стала успешной командой, из-за чего многие фаны стали думать, что между Streetlight и Catch 22 существует некоторая враждебность и соперничество. У обеих команд есть тексты на альбомах 2003 года (Everything Goes Numb и Dinosaur Sounds), которые могут быть расценены как неприязненные послания друг к другу. В песне «A Moment Of Silence» Кэлноки поет:
Don’t forget, I connect
 And I read every word you said like a child who believes he was wronged
 If you hate me so much then stop singing my songs
 что многие фаны воспринимают как послание к Catch 22, до сих пор исполняющим песни Кэлноки с Keasbey Nights.

Аналогично песня Catch 22 «So Cold» содержит строчки: 
I can’t believe you’re still mad about that.
I can’t believe you’re still living in the past.
 которые многие расценивают как обращение к Кэлноки в связи с его уходом из Catch 22.
Неизвестно, об этом ли хотели сказать группы, но было несколько косвенных подтверждений плохих отношений Catch 22 и Streetlight Manifesto. В интервью 2002 г. на вопрос, поддерживает ли Томас отношения с Catch 22, он ответил: «Я пытался, но когда я прочитал в сети кое-что, что неприятно удивило меня, то прекратил пытаться». Однако с тех пор отношения улучшились, например, Кевин Гантер из Catch 22 есть в списке благодарностей на альбоме Somewhere In The Between.

## Состав

### Текущий состав
- Майк Браун (альт- и баритон-саксофон)
- Джим Конти (альт- и тенор-саксофон)
- Томас Кэлноки (автор песен, гитарист и вокалист)
- Питер МакКалоф (басист)
- Надав Ниренберг (тромбонист)
- Мэтт Стюарт (трубач)
- Крис Тэтчер (барабанщик)

### Бывшие участники
(в порядке ухода из группы)
- Стюарт Карматц — барабаны
- Пит Сибилиа — тенор-саксофон
- Пол Лоундс — барабаны
- Джош Энсли — бас-гитара
- Джейми Иган — труба, тромбон
- Дэн Росс — альт- и баритон-саксофон
- Крис Пасцик — бас-гитара
- Делано Боннер — труба
- Майк Сопрано - тромбон

## Дискография
- Streetlight Manifesto Demo (2002)
- Everything Goes Numb (26 августа 2003)
- Keasbey Nights (Streetlight Manifesto album) (7 марта 2006)
- Somewhere in the Between (13 ноября 2007)
- 99 Songs Of Revolution Vol 1 (2010)
- The Hands That Thieve (30 апреля 2013)

## Внешние ссылки
- Официальный сайт Streetlight Manifesto (англ.)
- Официальная страничка Streetlight Manifesto на MySpace (англ.)
- Официальный сайт Bandits of the Acoustic Revolution (англ.)